# Adobe Photoshop Express
Adobe Photoshop Express 是一款Adobe推出的基於Flash的圖像編輯網絡應用程式和流動應用程式，用戶不用下載就可以直接編輯博客和社交網絡上的圖片。 類似于Picnik，應用程式也與例如Facebook、Flickr、Picasa和Photobucket的網站連接使用。
2011年9月該公司推出Android版 和iPhone版Adobe Photoshop Express。可編輯智慧型手機或平板電腦上的圖片除了線上圖像。此外，Windows 8版Adobe Photoshop Express在2013年5月推出。

## 外部連結
- Adobe Photoshop Express（页面存档备份，存于）
- My Top 10 Favorite Features of Photoshop Express Beta（页面存档备份，存于） Matt Kloskowski